# Ronde van Qatar 2009 (mannen)
De Ronde van Qatar 2009 was de achtste editie van de meerdaagse wielerwedstrijd die sinds 2002 jaarlijks in Qatar georganiseerd wordt. De wedstrijd vond plaats van 1 tot 6 februari en bestond uit zes etappes. Deze editie deden zeventien ploegen van elk acht rijders mee. De organisatie was in handen van Amaury Sport Organisation.
De vijfde etappe werd geannuleerd na het tragisch overlijden van de Belgische renner Frederiek Nolf, lid van de Topsport Vlaanderen-formatie, in de nacht van 4 op 5 februari. Het parcours van de vijfde etappe door een gesloten peloton afgelegd als eerbetoon aan Nolf. De Topsport Vlaanderen-formatie trok zich voor de zesde etappe terug uit de koers. In totaal bereikten 117 renners de eindstreep.

## Startlijst
Er namen zeventien ploegen deel, die met elk acht renners aan de start verschenen.
| 1 Quick·Step      | 6 Katjoesja                           | 10 Team Milram                        | 14 Skil-Shimano                       |
| 2 Team Columbia   | 7 Doha team                           | 11 Lampre                             | 15 Topsport Vlaanderen-Mercator       |
| 3 Silence-Lotto   | 8 Liquigas                            | 12 BMC Racing Team                    | 16 Drapac-Porsche Cycling             |
| 4 Rabobank        | 9 AG2R-La Mondiale                    | 13 Cervélo                            | 17 Meitan Hompo-GDR                   |
| 5 Garmin-Chipotle | Complete rennerslijst Ronde van Qatar | Complete rennerslijst Ronde van Qatar | Complete rennerslijst Ronde van Qatar |

## Etappe-overzicht
| etappe | datum | start                | finish            | afstand  | winnaar              | klassementsleider |
| ------ | ----- | -------------------- | ----------------- | -------- | -------------------- | ----------------- |
| 1e*    | 01-02 | Doha                 | Doha              | 6 km     | Team Garmin-Chipotle | Bradley Wiggins   |
| 2e     | 02-02 | Khalifa Stadium      | Al Khor Corniche  | 134 km   | Roger Hammond        | Roger Hammond     |
| 3e     | 03-02 | Al Zubarah           | Doha Golf Club    | 137,5 km | Tom Boonen           | Tom Boonen        |
| 4e     | 04-02 | Doha Old Souq        | Madinat Al Shamal | 141 km   | Mark Cavendish       | Tom Boonen        |
| 5e **  | 05-02 | Camel Race Track     | Qatar Foundation  | 147,5 km | geannuleerd          | Tom Boonen        |
| 6e     | 06-02 | Sealine Beach Resort | Doha Corniche     | 131 km   | Mark Cavendish       | Tom Boonen        |

* De eerste etappe was een ploegentijdrit.
** De vijfde etappe werd geneutraliseerd vanwege het overlijden van Frederiek Nolf (Topsport Vlaanderen),

## Etappe-uitslagen
| rang | renner          | land | tijd   |
| ---- | --------------- | ---- | ------ |
| 1    | Garmin-Chipotle | USA  | 6.34   |
| 2    | Quick·Step      | BEL  | + 0.01 |
| 3    | Katjoesja       | RUS  | + 0.02 |
| 4    | Rabobank        | NED  | + 0.04 |
| 5    | Liquigas        | ITA  | + 0.04 |

| rang | renner            | land | tijd   |
| ---- | ----------------- | ---- | ------ |
| 1    | Roger Hammond     | GBR  | 3:33.0 |
| 2    | Danilo Napolitano | ITA  | + 0.01 |
| 3    | Heinrich Haussler | GER  | zt     |
| 4    | Tom Boonen        | BEL  | zt     |
| 5    | Angelo Furlan     | ITA  | zt     |

| rang | renner            | land | tijd    |
| ---- | ----------------- | ---- | ------- |
| 1    | Tom Boonen        | BEL  | 2:34.53 |
| 2    | Danilo Napolitano | ITA  | zt      |
| 3    | Jürgen Roelandts  | BEL  | zt      |
| 4    | Heinrich Haussler | GER  | zt      |
| 5    | Angelo Furlan     | ITA  | zt      |

| rang | renner            | land | tijd    |
| ---- | ----------------- | ---- | ------- |
| 1    | Mark Cavendish    | GBR  | 4:04.55 |
| 2    | Heinrich Haussler | GER  | z.t.    |
| 3    | Tom Boonen        | BEL  | z.t.    |
| 4    | Filippo Pozzato   | ITA  | z.t.    |
| 5    | Angelo Furlan     | ITA  | z.t.    |

| Het parcours van de vijfde etappe werd geneutraliseerd door een gesloten peloton afgelegd vanwege het overlijden van Frederiek Nolf (Topsport Vlaanderen). | \| rang \| renner \| land \| tijd \| \| ---- \| ----------------- \| ---- \| ------- \| \| 1 \| Mark Cavendish \| GBR \| 2:36.18 \| \| 2 \| Robert Förster \| GER \| z.t. \| \| 3 \| Heinrich Haussler \| GER \| z.t. \| \| 4 \| Hans Dekkers \| NED \| z.t. \| \| 5 \| Francesco Chicchi \| ITA \| z.t. \| |      |         |
| rang | renner | land | tijd    |
| 1 | Mark Cavendish | GBR  | 2:36.18 |
| 2 | Robert Förster | GER  | z.t.    |
| 3 | Heinrich Haussler | GER  | z.t.    |
| 4 | Hans Dekkers | NED  | z.t.    |
| 5 | Francesco Chicchi | ITA  | z.t.    |

## Eindklassementen
| rang | renner            | land | tijd     |
| ---- | ----------------- | ---- | -------- |
| 1    | Tom Boonen        | BEL  | 12:55.25 |
| 2    | Heinrich Haussler | GER  | + 0.08   |
| 3    | Roger Hammond     | GBR  | + 0.10   |
| 4    | Daniel Lloyd      | GBR  | + 0.25   |
| 5    | Andreas Klier     | GER  | + 0.27   |
| 6    | Xavier Florencio  | ESP  | + 0.28   |
| 7    | Angelo Furlan     | ITA  | + 1.07   |
| 8    | Gabriel Rasch     | NOR  | + 1.43   |
| 9    | Mark Cavendish    | GBR  | + 2.11   |
| 10   | Tom Veelers       | NED  | + 2.35   |

| Sprint klassement | Sprint klassement | Sprint klassement | Sprint klassement |
| ----------------- | ----------------- | ----------------- | ----------------- |
| 1                 | Heinrich Haussler | GER               | 100 punten        |
| 2                 | Tom Boonen        | BEL               | 92 punten         |
| 3                 | Danilo Napolitano | ITA               | 73 punten         |

| Jongeren klassement | Jongeren klassement | Jongeren klassement | Jongeren klassement |
| ------------------- | ------------------- | ------------------- | ------------------- |
| 1                   | Heinrich Haussler   | GER                 | 12:55.33            |
| 2                   | Mark Cavendish      | GBR                 | + 2.03              |
| 3                   | Tom Veelers         | NED                 | + 2.27              |

| Ploegen klassement | Ploegen klassement | Ploegen klassement | Ploegen klassement |
| ------------------ | ------------------ | ------------------ | ------------------ |
| 1                  | Cervélo            | SUI                | 38:34.00           |
| 2                  | Quick·Step         | BEL                | + 2.27             |
| 3                  | Team Columbia      | USA                | + 5.29             |

Mannen:
2002 · 
2003 · 
2004 · 
2005 · 
2006 · 
2007 · 
2008 · 
2009 · 
2010 · 
2011 · 
2012 · 
2013 · 
2014 · 
2015 · 
2016

Vrouwen:
2009 · 
2010 · 
2011 · 
2012 · 
2013 · 
2014 · 
2015 · 
2016